# Зоя Заутцина
Зоя Заутцина (*Ζωή Ζαούτζαινα, д/н —899) — візантійська імператриця.

## Життєпис
Донька Стіліана Заутци, доместіка малої етерії (імператорської гвардії). Відрізнялася красою. У 883 році стала коханкою спадкоємця трону Лева, але за скаргою дружини останнього Феофано імператор Василь I наказав Зої стати дружиною сановника Феодора Гуніациза.
У 886 році Лев став імператором, невдовзі після цього Зоя стала знову його коханкою. З 889 року вони стали жити практично відкрито. З 893 року після того, як імператриця пішла до монастиря, Зоя фактично виконувала її обов'язки, всюди супроводжуючи імператора.
До 897 року померла дружина імператора і чоловік Зої. Після цього Зоя Заутцина стала дружиною Льва VI. Батько нової імператриці Стіліан отримав титул басілеопатора.
У 899 році Зоя померла від якоїсь важкої хвороби. Імператор Лев VI втретє одружився з Євдокією Баїною.

## Родина
1. Чоловік —
дітей не було
2. Чоловік — Лев VI, візантійський імператор
Діти:
- Анна
- Анна-Євдокія